# 浙江黄芩
浙江黄芩（学名：Scutellaria chekiangensis），为唇形科黄芩属下的一个植物种。